# SDC San Antonio
Sociedad Deportiva Cultural San Antonio este o echipă de handbal din Spania care evoluează în Liga ASOBAL.

## Istorie

### Sponsori
- 1968-1969: Kaiku
- 1971-1972: Werner
- 1972-1977: Schweppes
- 1977-1978: Not sponsor
- 1978-1979: Reynolds
- 1979-1980: Ronkari
- 1980-1981: Chistu
- 1981-1982: Berberana
- 1982-1983: Vinos de Navarra
- 1983-1984: Garsa
- 1984-1987: Larios
- 1987-1989: Espárragos de Navarra
- 1989-1993: Mepamsa
- 1993-1994: Proedina
- 1994-1995: Ariston
- 1995-1997: Lagun Aro
- 1997–2009: Cementos Portland
- 2009– : Reyno de Navarra

## Trofee
- Liga ASOBAL
  - Câștigători: 2001-02, 2004-05
  - Finalistă: 1997-98, 1999-00
- Copa del Rey
  - Câștigători: 1998-99, 2000-01
  - Finalistă: 1997-98
- Supercopa ASOBAL
  - Câștigători: 2001-02, 2002-03, 2004-05
  - Finalistă: 1999-00
- Cup-Winners Cup
  - Câștigători: 1999-00, 2003-04
- European Cup
  - Câștigători: 2000-01
  - Finalistă: 2002-03, 2005-06
- European Supercup
  - Câștigători: 2000-01
  - Finalistă: 2001-02

### Lotul curent
Din 20 decembrie 2009.
| Nr. |         | Poziție | Jucător             |
| --- | ------- | ------- | ------------------- |
| 1   | Serbia  |         | Radivoje Ristanovic |
| 3   | Spania  |         | Gedeón Guardiola    |
| 5   | Spania  |         | Niko Mindegía       |
| 6   | Spania  |         | Arkaitz Vargas      |
| 8   | Spania  |         | Jon Belaustegui     |
| 10  | Croația |         | Davor Dominiković   |
| 11  | Spania  |         | Carlos Ruesga       |
| 12  | Spania  |         | Javier Ferrero      |
| 13  | Spania  |         | Fernando Hernández  |
| 14  | Spania  |         | Eloy González       |

| Nr. |                       | Poziție | Jucător                 |
| --- | --------------------- | ------- | ----------------------- |
| 15  | Spania                |         | Adrián Crowley          |
| 16  | Bosnia și Herțegovina |         | Malik Besirevic         |
| 17  | Spania                |         | Santiago Urdiales       |
| 19  | Spania                |         | Cristian Malmagro       |
| 20  | Polonia               |         | Mariusz Jurkiewicz      |
| 21  | Spania                |         | Víctor Álvarez          |
| 22  | Serbia                |         | Ratko Nikolić           |
| 77  | Serbia                |         | Ivan Nikčević           |
| 88  | Spania                |         | Alberto Aguirrezabalaga |

## Statistici 2008/09
| Liga ASOBAL          | Poziție | Pts | P  | W  | D | L | F   | A   |
| Portland San Antonio | 4th     | 44  | 30 | 21 | 2 | 7 | 904 | 859 |

- Goluri:
  - Carlos Ruesga - 126 Goluri
  - Renato Vugrinec - 118 Goluri
  - Claus Moller Jakobsen - 115 Goluri

## Stadion
- Nume: - Pabellón Universitario de Navarra
- Oraș: - Pamplona
- Capacitate: - 3,000
- Adresă: - Campus Arrosadía, s/n.

## Jucători faimoși
- Mikhail Yakimovich
- Mateo Garralda
- Jackson Richardson
- Ivano Balić